# Karl Reclam
Karl Heinrich Reclam, född 18 augusti 1821 i Leipzig, död 6 mars 1887, var en tysk läkare; bror till bokförläggaren Anton Philipp Reclam.
Reclam var från 1860 professor i medicin vid Leipzigs universitet. Han författade flera populära medicinska arbeten, bland annat Der Leib des Menschen (1868-70; "Menniskokroppen, dess byggnad och lif", 1884). Från 1875 redigerade han tidskriften "Die Gesundheit".